# Orchestina furcillata
Orchestina furcillata Wunderlich, 2008 é uma espécie de aranha endémica nos Açores.